# Nuruddin Farah
Nuruddin Farah (n. 1945) este un scriitor somalez (romancier, dramaturg și eseist).